# Água negra
Água negra ou águas negras é um termo usado para descrever resíduos líquidos de água contendo matéria fecal e urina. É distinta da água cinza, que são os resíduos da água usada em processos de lavagem não-industriais.